# شهرستان رونگچنگ
شهرستان رونگچنگ (به لاتین: Rongcheng County) یک شهرستان‌های جمهوری خلق چین در چین است که در بائودینگ واقع شده‌است.
 شهرستان رونگچنگ ۳۱۱ کیلومتر مربع مساحت و ۲۵۰٬۰۰۰ نفر جمعیت دارد و ۱۶ متر بالاتر از سطح دریا واقع شده‌است.